# Parafia Niepokalanego Poczęcia Najświętszej Maryi Panny w Ostrowie Lubelskim
Parafia Miepokalanego Poczęcia Najświętszej Maryi Panny w Ostrowie Lubelskim – parafia rzymskokatolicka w Ostrowie Lubelskim.
Parafia erygowana w 1442. Obecny kościół parafialny murowany, wybudowany w 1755 przez dziedzica z Berejowa, konsekrowany w 1762 roku przez bpa Stanisława Rajmunda Jezierskiego. Świątynia mieści się przy ulicy Jana Pawła II.
Terytorium parafii obejmuje: Babiankę, Bójki, Jamy, Kolechowice-Folwark, Kolechowice, Kolechowice-Kolonię, Nową Jedlankę, Ostrów Lubelski, Rudkę Kijańską, Rudkę Starościańską oraz Starą Jedlankę.